# Шаратта Таїсія Дем'янівна
Таїсія Дем'янівна Шаратта (Таїса Шаратта-Долідзе; 11 грудня 1911; Кривий Ріг, Херсонський повіт, Російська імперія — 3 вересня 1973; Київ, СРСР) — радянська оперна співачка (мецо-сопрано). Заслужена артистка Грузинської РСР (1941).

## Біографія

Могила Таїсії Шаратти, Байкове кладовище

Народилася 11 грудня 1911 року в містечку Кривий Ріг.
У 1928 році вступила і в 1932 році закінчила Дніпропетровське музичне училище (клас вокалу А. А. Тарловської).
У 1932—1935 роках — солістка Большого театру СРСР.
У 1935—1951 роках — солістка Тбіліського театру опери та балету. У 1937 році брала участь у Декаді грузинського мистецтва у Москві.
Померла 3 вересня 1973 року у Києві. Похована разом із родиною на Байковому кладовищі (ділянка № 47а, 50°24′59.45″ пн. ш. 30°30′4.14″ сх. д. / 50.4165139° пн. ш. 30.5011500° сх. д.).

## Творча діяльність
Мала рідкісний голос широкого діапазону, рівний у всіх регістрах — від нижнього контральтового фа до сопранового до третьої октави. Вирізнялася високою вокальною культурою та артистизмом. На концертах виконувала твори російських композиторів, українських народних пісень. У 1940 році знялася у фільмі «Дружба».
Партії:
- Любаша («Царьова наречена» Римського-Корсакова);
- Ольга («Євгеній Онерін» Чайковського);
- Кармен («Кармен» Бізе);
- Амнеріс, Маддалена («Аїда», «Ріголетто» Верді);
- Шарлотта («Вертер» Массне);
- Даліда («Самсон і Даліла» Сен-Санса).

## Нагороди
- Орден «Знак Пошани» (14 січня 1937)[3];
- Заслужена артистка Грузинської РСР (1941).